# Торнадо (клас яхт)

«Торнадо» (англ. Tornado) — міжнародний гоночний клас катамаранів—монотипів.
Спроектований у Великій Британії в 1967 році. Був введений в програму Олімпійських ігор в 1976 році. У 2000 році параметри катамарана були істотно модифіковані — збільшена площа, доданий генакер і трапеція для рульового.
Виключений з програми Олімпійських ігор 2012 року.

## Технічні характеристики

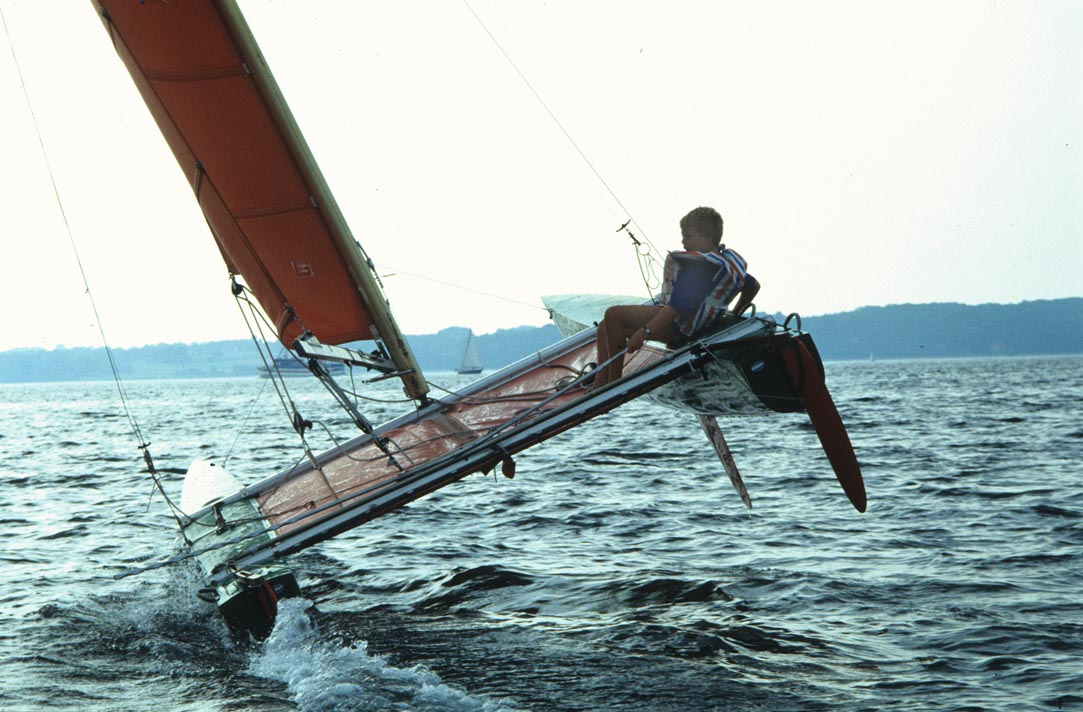

- Довжина корпусу: повна — 6.9 м, по ватерлінії — 5.84.
- Ширина корпусу: 3.08 м.
- Осадка: корпуса — 0.15 м, повна — 0.76 м.
- Вага: 155 кг.
- Висота щогли: 9.08 м.
- Площа вітрил: грот — 17.0 м², стаксель — 7.0 м², генакер 25.00 м²
- Екіпаж: 2 особи.